# Ana Cepinska
Ana Cepinska   (Caracas, 11 d'abril de 1978) és una actriu, model i reina de bellesa veneçolana, reconeguda per haver representat al seu país en el certamen de Miss Món 1996 i per la seva posterior carrera com a actriu en el cinema mexicà.

## Carrera professional
Cepinska va competir el 1996 com Miss Nueva Esparta en el concurs de bellesa nacional del seu país, Miss Veneçuela, obtenint el títol de Miss Món Veneçuela. Com a representant oficial del seu país en el certamen Miss Món de 1996, celebrat a Bangalore (Índia), el 23 de novembre de 1996, va guanyar el premi Miss Fotogénica i va quedar en quart lloc com a finalista de l'eventual guanyadora Irene Skliva de Grècia.

### Després de Miss Món
Ella ha viscut a Mèxic des de 2004 i ha treballat com a actriu de cinema i televisió, apareixent en produccions com Alta infidelidad (2006), Un sueño en la piel (2010) i Libre para amarte (2013). Va aparèixer a la portada de la revista Playboy Mèxic a l'abril de 2007.